# Tajamar (náutica)

Partes de la proa de un barco.

En náutica, el Tajamar es el tablón grueso, pieza o compuesto de piezas que se adaptan fuertemente por su cara exterior o de proa y aún se asegura más con las curvas bandas. (fr. Esperon, Taillemer; ing. Cutwater; it. Sperone, Tagliamare). 
En él se rematan las perchas y en su extremo superior se coloca el figurón. Por el corte airoso que se da a su canto exterior, agracia la proa y sirve para hender o dividir el agua cuando el barco marcha. También se conoce con el nombre de espolón pero entre los constructores no es el tajamar mismo sino el brazo del curvatón que va en lugar del tajamar en las embarcaciones menores que no llevan esta pieza. 